# Yavapai County
Yavapai County är ett county och ligger i centrala delen av staten Arizona i USA. Enligt folkräkningen år 2010 var countyts folkmängd 211 033. Den administrativa huvudorten (county seat) är Prescott.
Montezuma Castle nationalmonument och Tuzigoot nationalmonument ligger i countyt.

## Geografi
Enligt United States Census Bureau har countyt en total area på 21 051 km². 21 039 km² av den arean är land och 12 km² är vatten.

### Angränsande countyn
- Mohave County - väst
- La Paz County - sydväst
- Maricopa County - syd
- Gila County - öst
- Coconino County - nord/nordöst

### Orter
- Cottonwood
- Paulden
- Prescott (huvudort)
- Prescott Valley
- Seligman
- Verde Village
- Williamson